# Dominikia bozasi
Dominikia bozasi är en skalbaggsart som först beskrevs av Pierre Lesne 1913.  Dominikia bozasi ingår i släktet Dominikia och familjen kapuschongbaggar. Inga underarter finns listade i Catalogue of Life.